# David Edgerton (Unternehmer)
David Edgerton (* 26. Mai 1927 in Lebanon, Pennsylvania; † 3. April 2018) war ein US-amerikanischer Unternehmer und Gründer der Burger King Corporation.
Er eröffnete am 1. März 1954 in Miami, Florida das Restaurant Insta Burger King. Am 1. Juni desselben Jahres traf er James McLamore und die beiden gründeten die Burger King Corporation.